# Nébug
Nébug - Небуг (rus) és un poble del krai de Krasnodar, a Rússia. Es troba als vessants meridionals del Caucas occidental, a la desembocadura del riu Nébug, a 10 km al nord-oest de Tuapsé i a 97 km al sud de Krasnodar.
Pertanyen a aquest poble el poble d'Agoi, l'aül d'Agüi-Xapsug i els possiolki de Maiski, Sosnovi, Tiumenski i Pansionata Nébug.

## Història
Es va fundar com una stanitsa, amb el nom de Nébugskaia, el 1864 a partir d'un destacament militar xapsug. Amb la dissolució del batalló el 1870, la vila perdé l'estatus d'stanitsa i quedà com a poble. Segons la revisió de l'1 de gener del 1917, Nébug pertanyia al municipi de Veliaminóvskoie. Abans del 1934 és designat centre del selsoviet Nébugski, subordinat a la ciutat de Tuapsé, des del 1935 fins al 1940.